# Majano
Majano (friülà Maian) és un municipi italià, dins de la província d'Udine. L'any 2007 tenia 6.056 habitants. Limita amb els municipis de Buja, Colloredo di Monte Albano, Forgaria nel Friuli, Osoppo, Rive d'Arcano i San Daniele del Friuli.

## Administració
| Període | Identitat     | Partit      |
| ------- | ------------- | ----------- |
| 2004-   | Claudio Zonta | Centredreta |